# Жан-Віктор Бертен
Жан-Віктор Бертен (фр. Jean-Victor Bertin; 20 березня 1767, Париж — 11 червня 1842, там же) — французький художник, один із найвидатніших майстрів пейзажу свого часу.

## Життя і творчість
Жан-Віктор Бертен народився у сім'ї митця з виготовлення перук. У 1785 році розпочав навчання у паризькій Королівській академії живопису і скульптури (Académie royale de peinture et de sculpture), де займався під керівництвом Габріеля-Франсуа Дуаєна (1726—1806). Був також учнем П'єра-Анрі де Валансьєна (1750—1819).
З 1793 року роботи Бертена постійно виставляются у залах Паризького салону (Salon de Paris), у 1808 році був нагороджений золотою медаллю. У 1822 році став кавалером ордена Почесного легіону. Картини Ж.-У. Бертена придбали такі відомі колекціонери витворів мистецтв, як нащадок французького престолу герцог Беррійський і прем'єр-міністр Франції, банкір Жак Лаффітт, а також багато французьких художніх музеїв. В той же час у похилому віці митець зазнав фінансових труднощів.
Серед учнів Ж.-У.Бертена була низка майбутніх видатних митців живопису: Леон Коньє (1794—1880), Каміль Коро (1796—1875), Шарль-Франсуа Добіньи (1817—1878), Ашіль Мішальон (1796—1822).
Похований на парижскому цвинтарі Пер-Лашез.